# Dysenchanted
Dysenchanted è un cortometraggio del 2004 diretto da Terri Miller.

## Trama
Sette personaggi delle fiabe (Cenerentola, Biancaneve, Riccioli d'Oro, La bella addormentata, Alice nel Paese delle Meraviglie, Dorothy Gale del Mago di Oz, e Cappuccetto Rosso) sono insieme in una terapia di gruppo guidata dallo strizzacervelli James Belushi, per affrontare il dopo "e vissero tutti felici e contenti", rivelatosi non secondo le loro rosee aspettative. Clara, una donna divorziata del New Jersey, si unisce alla terapia di gruppo, e scopre di avere qualcosa in comune con questi straordinari personaggi femminili.

## Produzione
È stato girato a Culver City, California in due giorni ed è poco conosciuto ma si può trovare anche su YouTube.